# Fosfatidyletanolamin

Biosyntes av olika fosfolipider (inklusive fosfatidyletanolamin) i bakterier

Fosfatidyletanolamin är en grupp fosfolipider, som förekommer i biologiska membran. De tillverkas av cellerna genom addition av Cytidindifosfat-etanolamin och diglycerider under frigörande av cytidinmonofosfat. S-Adenosylmetionin kan metylera aminet i fosfatidyletanolaminer till fosfatidylkoliner. Fosfatidyletanolamin finns företrädesvis i det inre lagret av lipidbilagret i cellmembran.

## Funktion

De viktigaste membranlipiderna:fosfatidylkolin(PtdCho); fosfatidyletanolamin (PtdEtn); fosfatidylinositol(PtdIns); fosfatidylserin(PtdSer)..

### I celler
Fosfatidyletanolaminer finns i alla levande celler och utgör 25 procent av alla fosfolipider. I mänsklig fysiologi finns de särskilt i nervvävnad som den vita substansen i hjärnan, nerverna, nervvävnaden och i ryggmärgen, där de utgör 45 procent av alla fosfolipider.
Fosfatidyletanolaminer spelar en roll vid membranfusion och vid demontering av kontraktilringen under cytokines vid celldelning. Dessutom är det tänkt att fosfatidyletanolamin reglerar membrankrökning. Fosfatidyletanolamin är en viktig grund, substrat eller givare i flera biologiska vägar.
Som polär huvudgrupp skapar fosfatidyletanolamin ett mer visköst lipidmembran jämfört med fosfatidylkolin. Till exempel är smälttemperaturen för di-oleoylfosfatidyletanolamin -16 °C medan smälttemperaturen för di-oleoylfosfatidylkolin är -20 °C. Om lipiderna hade två palmitoylkedjor skulle fosfatidyletanolamin smälta vid 63 °C medan fosfatidylkolin skulle smälta redan vid 41 °C. Lägre smälttemperaturer motsvarar, i en förenklad syn, mer flytande membran.

### Hos människor
Hos människor tros metabolism av fosfatidyletanolamin vara viktigt i hjärtat. När blodflödet till hjärtat är begränsat störs den asymmetriska fördelningen av fosfatidyletanolamin mellan membranskikt, och som ett resultat störs membranet. Dessutom spelar fosfatidyletanolamin en roll i utsöndringen av lipoproteiner i levern. Detta beror på att vesiklar för utsöndring av lipoproteiner med mycket låg densitet som kommer från Golgiapparaten har en signifikant högre koncentration av fosfatidyletanolamin jämfört med andra vesiklar som innehåller lipoproteiner med mycket låg densitet.Fosfatidyletanolamin har också visat sig kunna sprida infektiösaprionerutan hjälp av proteiner eller nukleinsyror, vilket är en unik egenskap hos den. Fosfatidyletanolamin är också tänkt att spela en roll i blodets koagulering, eftersom det fungerar med fosfatidylserin för att öka hastigheten av trombinbildning genom att främja bindning till faktor V och faktor X, två proteiner som katalyserar bildandet av trombin från protrombin. Syntesen av endocannabinoid anandamid utförs från fosfatidyletanolamin genom successiv verkan av 2 enzymer, N-acetyltransferas och fosfolipas-D.

### I bakterier
Där fosfatidylkolin är den huvudsakliga fosfolipiden hos djur, fosfatidyletanolamin är den viktigaste i bakterier. En av de primära rollerna för fosfatidyletanolamin i bakteriemembran är att sprida ut den negativa laddningen orsakad av anjonmembranfosfolipider. I bakterien E. coli spelar fosfatidyletanolamin en roll för att stödja laktospermeaser aktiv transport av laktos in i cellen och kan spela en roll även i andra transportsystem. Fosfatidyletanolamin spelar en roll vid montering av laktospermease och andra membranproteiner. Det fungerar som en "chaperone" för att hjälpa membranproteinerna att korrekt vika sina tertiära strukturer så att de kan fungera korrekt. När fosfatidyletanolamin inte är närvarande har transportproteinerna felaktiga tertiära strukturer och fungerar inte korrekt.
Fosfatidyletanolamin gör det också möjligt för bakteriella multidrogtransportörer att fungera korrekt och möjliggör bildandet av mellanprodukter som behövs för att transportörerna ska kunna öppna och stänga ordentligt.

## Struktur

Etanolamin

Som lecitin består fosfatidyletanolamin av en kombination av glycerol förestrad med två fettsyror och fosforsyra. Medan fosfatgruppen kombineras med kolin i fosfatidylkolin, kombineras den med etanolamin i fosfatidyletanolamin. De två fettsyrorna kan vara desamma eller olika och är vanligtvis i 1,2-positionerna (även om de kan vara i 1,3-positionerna).

## Syntes
Fosfatidylserindekarboxyleringsvägen och cytidindifosfat-etanolaminvägarna används för att syntetisera fosfatidyletanolamin. Fosfatidylserindekarboxylas är det enzym som används för att dekarboxylera fosfatidylserin i den första vägen. Fosfatidylserindekarboxyleringsvägen är den huvudsakliga synteskällan för fosfatidyletanolamin i mitokondriernas membran. Fosfatidyletanolamin som produceras i mitokondriellt membran transporteras också genom hela cellen till andra membran för användning. I en process som speglar fosfatidylkolinsyntesen tillverkas fosfatidyletanolamin också via cytidindifosfat-etanolaminvägen, med användning av etanolamin som substrat. Genom flera steg som äger rum i både cytosol och endoplasmatisk reticulum ger syntesvägen slutprodukten av fosfatidyletanolamin. Fosfatidyletanolamin finns också rikligt i soja eller ägglecitin och produceras kommersiellt med hjälp av kromatografisk separation.

### Reglering
Syntes av fosfatidyletanolamin genom fosfatidylserindekarboxyleringsvägen sker snabbt i det inre mitokondriella membranet. Fosfatidylserin tillverkas emellertid i endoplasmatisk retikulum. På grund av detta begränsar transporten av fosfatidylserin från endoplasmatisk retikulum till mitokondriellt membran och sedan till det inre mitokondriella membranet synteshastigheten via denna väg. Mekanismen för denna transport är för närvarande (2022) okänd men kan spela en roll i regleringen av synteshastigheten i denna väg.

## Förekomst i mat, hälsoproblem
Fosfatidyletanolaminer i livsmedel bryts ner för att bilda fosfatidyletanolaminbundna Amadori-produkter som en del av Maillardreaktionen. Dessa produkter påskyndar membranlipidperoxidation, vilket orsakar oxidativ stress för celler som kommer i kontakt med dem. Oxidativ stress är känd för att orsaka matförsämring och flera sjukdomar. Betydande nivåer av Amadori-fosfatidyletanolaminprodukter har hittats i en mängd olika livsmedel såsom choklad, sojamjölk, modersmjölk, och andra bearbetade livsmedel. Nivåerna av Amadorifosfatidyletanolaminprodukter är högre i livsmedel med höga lipid- och sockerkoncentrationer som har höga temperaturer vid bearbetning. Ytterligare studier har visat att Amadori-fosfatidyletanolamin kan spela en roll i kärlsjukdomar, fungera som den mekanism genom vilken diabetes kan öka förekomsten av cancer, och potentiellt spela en roll i andra sjukdomar också. Amadori-fosfatidyletanolamin har en högre plasmakoncentration hos diabetespatienter än friska människor, vilket tyder på att det kan spela en roll i utvecklingen av sjukdomen eller vara en produkt av sjukdomen.